# Шахворостовский сельский совет (Миргородский район)
Шахворостовский сельский совет (укр. Шахворостівська сільська рада) — входит в состав
Миргородского района
Полтавской области
Украины.
Административный центр сельского совета находится в 
с. Шахворостовка.

## Населённые пункты совета
- с. Шахворостовка
- с. Деркачи
- с. Любивщина
- с. Малиновка
- с. Трудолюб

## Ликвидированные населённые пункты совета
- с. Круглик